# 916 America
916 America, asteroid glavnog pojasa. Otkrio ga je Grigorij Neujmin, 7. kolovoza 1915.

## Vanjske poveznice
- Minor Planet Center